# Lost to Apathy
Lost to Apathy — п'ятий міні-альбом шведської групи Dark Tranquillity, виданий у 2004 році лейблом Century Media. Пісні «Lost to Apathy», «Derivation TNB» та «The Endless Feed» були записані в рамках підготовки альбому Character. «Undo Control» — пісня з раніше виданого Live Damage DVD. Також до релізу було включено відеокліп на пісню «Lost to Apathy», спродюсований Роджером Юганссеном, що мав досвід роботи з такими колективами, як The Haunted, In Flames та HammerFall.
Крім того «Lost to Apathy» було обрано як саундтрек до фільму «Один у темряві» (англ. Alone in the Dark). Щотижневе телешоу All Japan Pro Wrestling «Battle Banquet» також завершується цим треком.
«Derivation TNB», являє собою композицію з «чистих» рифів трьох пісень з альбому Character, а саме «The New Build», «Mind Matters» та «Dry Run». Коротшу версію (лише рифф з «The New Build») можна знайти в кінці пісні «Through Smudged Lenses» з того ж альбому.

## Список пісень
| #  | Назва                                  | Тривалість |
| -- | -------------------------------------- | ---------- |
| 1. | «Lost to Apathy»                       | 4:37       |
| 2. | «Derivation TNB»                       | 3:25       |
| 3. | «The Endless Feed» (ремікс Chaos seed) | 3:56       |
| 4. | «Undo Control» (Живий запис з Кракова) | 5:25       |

| Мультимедійне розширення | Мультимедійне розширення          | Мультимедійне розширення |
| #                        | Назва                             | Тривалість               |
| ------------------------ | --------------------------------- | ------------------------ |
| 1.                       | «Lost to Apathy» (Відеокліп)      |                          |
| 2.                       | «Dark Tranquillity» (Скрінсейвер) |                          |

## Список учасників
- Мікаель Станне — вокал
- Мартін Генрікссон — гітара
- Ніклас Сундін — гітара
- Міхаель Ніклассон — бас-гітара
- Андерс Їварп — ударні
- Мартін Брендстрем — клавішні